# Wereldbeker mountainbike 1993
De Wereldbeker mountainbike 1993 was de derde editie van deze internationale wedstrijdcyclus voor mountainbikers. Er werd gestreden in twee disciplines: cross-country (XC) en downhill (DH). De strijd bij de cross country-mountainbikers bestond uit tien wedstrijden. De cyclus eindigde met een wedstrijd in de Duitse hoofdstad Berlijn. Bij de vrouwen won de Amerikaanse Juli Furtado negen van de tien wedstrijden. Het onderdeel downhill stond voor het eerst op het programma van de wereldbeker.

## Cross Country

### Overzicht
| №   | Datum | Locatie                         | Winnaar             | Winnares       |
| --- | ----- | ------------------------------- | ------------------- | -------------- |
| #1  | 25/04 | Barcelona, Spanje               | Thomas Frischknecht | Juli Furtado   |
| #2  | 02/05 | Bassano del Grappa, Italië      | Mike Kluge          | Juli Furtado   |
| #3  | 09/05 | Houffalize, België              | Mike Kluge          | Juli Furtado   |
| #4  | 20/06 | Mount Snow, Verenigde Staten    | Thomas Frischknecht | Juli Furtado   |
| #5  | 27/06 | Mont-Sainte-Anne, Canada        | David Juarez        | Juli Furtado   |
| #6  | 04/07 | Bromont, Canada                 | Gerhard Zadrobilek  | Juli Furtado   |
| #7  | 11/07 | Vail, Verenigde Staten          | Beat Wabel          | Juli Furtado   |
| #8  | 25/07 | Mammoth Lakes, Verenigde Staten | David Wiens         | Juli Furtado   |
| #9  | 29/08 | Plymouth, Groot-Brittannië      | David Baker         | Ruthie Matthes |
| #10 | 04/09 | Berlijn, Duitsland              | Henrik Djernis      | Juli Furtado   |

### Eindklassementen
| Mannen Elite |                     |       |        |
| Plaats       | Naam                | Ploeg | Punten |
| Goud         | Thomas Frischknecht |       |        |
| Zilver       | John Tomac          |       |        |
| Brons        | Peter Hric          |       |        |

| Vrouwen Elite |                |       |        |
| Plaats        | Naam           | Ploeg | Punten |
| Goud          | Juli Furtado   |       |        |
| Zilver        | Ruthie Matthes |       |        |
| Brons         | Alison Sydor   |       |        |

## Downhill

### Overzicht
| №  | Datum | Locatie                           | Winnaar          | Winnares         |
| -- | ----- | --------------------------------- | ---------------- | ---------------- |
| #1 | 06/06 | Cap-d'Ail, Frankrijk              | Nicolas Vouilloz | Giovanna Bonazzi |
| #2 | 13/06 | Lillehammer, Noorwegen            | Rune Høydahl     | Regina Stiefl    |
| #3 | 27/06 | Mont-Sainte-Anne, Canada          | John Tomac       | Missy Giove      |
| #4 | 10/07 | Vail, Verenigde Staten            | Dave Cullinan    | Missy Giove      |
| #5 | ??/?? | Hunter Mountain, Verenigde Staten | Jürgen Beneke    | Regina Stiefl    |
| #6 | ??/?? | Kaprun, Oostenrijk                | Jürgen Beneke    | Regina Stiefl    |

### Eindklassementen
| Mannen Elite |                    |       |        |
| Plaats       | Naam               | Ploeg | Punten |
| Goud         | Jürgen Beneke      |       |        |
| Zilver       | John Tomac         |       |        |
| Brons        | Stefano Migliorini |       |        |

| Vrouwen Elite |                  |       |        |
| Plaats        | Naam             | Ploeg | Punten |
| Goud          | Regina Stiefl    |       |        |
| Zilver        | Giovanna Bonazzi |       |        |
| Brons         | Missy Giove      |       |        |

1991 · 
1992 · 
1993 · 
1994 · 
1995 · 
1996 · 
1997 · 
1998 · 
1999 · 
2000 · 
2001 · 
2002 · 
2003 · 
2004 · 
2005 · 
2006 · 
2007 · 
2008 · 
2009 · 
2010 · 
2011 · 
2012 · 
2013 · 
2014 · 
2015 · 
2016 · 
2017 · 
2018 · 
2019 · 
2020 · 
2021 · 
2022 · 
2023 · 
2024 · 
2025